# 格莱汉姆山红松鼠
格莱汉姆山红松鼠，它属于松鼠亚目。现存仅300只左右，瀕臨滅絕。比其他松鼠类小，主要食用种子或针叶以及干燥真菌类。

## 习性
格莱汉姆山红松鼠，原来是生存美国亚利桑那州的山脉 。比其他松鼠类小，无白色尾巴。它的食物来源包括主要的种子、针叶、干燥真菌等。与其它松鼠极其相似。体重约230克左右，身长15厘米-20厘米左右。

## 重新发现
在20世纪50年代被认定为灭绝，却在20世纪70年代的重新发现。1987年6月3日，被列入入濒危物种。